# Luigi Rossini
Luigi Rossini (Ravenna, 15 dicembre 1790 – Roma, 22 aprile 1857) è stato un incisore italiano, comunemente indicato come erede di G. B. Piranesi.

## Biografia
Nato da una famiglia originaria di Lugo di Romagna, figlio di un padre giacobino e cugino - come egli stesso dice nella sua autobiografia - di Gioachino Rossini, fu l'unico sopravvissuto degli 8 figli partoriti dalla madre. A 16 anni partì (a piedi, di nascosto e munito di soli 5 scudi) alla volta di Bologna, desideroso di frequentarne la scuola di belle arti. Lì si mise prima a bottega da Antonio Basoli, vivendo alle modestissime condizioni allora possibili per un giovane apprendista artigiano privo di mezzi, ma frequentando costantemente l'accademia la sera, ed avendovi come maestri tra gli altri Leandro Marconi in ornato, Giovanni Antonio Antolini in architettura e Francesco Santini in prospettiva, i quali tutti ne riconobbero le doti e anche la volontà e il coraggio.
Intanto, nel 1802 Napoleone Bonaparte aveva creato nei territori dello Stato Pontificio la Repubblica italiana, che nel 1805 avrebbe trasformato in Regno d'Italia e che sarebbe durata fino al 1814. L'Accademia Clementina di Bologna era diventata Accedemia nazionale di Belle Arti e a Roma l'amministrazione francese pensava di modernizzare l'attività dell'Accademia di san Luca, dotando ad esempio il "Gran concorso" - che già si teneva con periodicità quadriennale e grande solennità in Campidoglio, ma produceva solo medaglie - di borse di studio, residenze ecc.  sul modello dell'Académie de France à Rome.

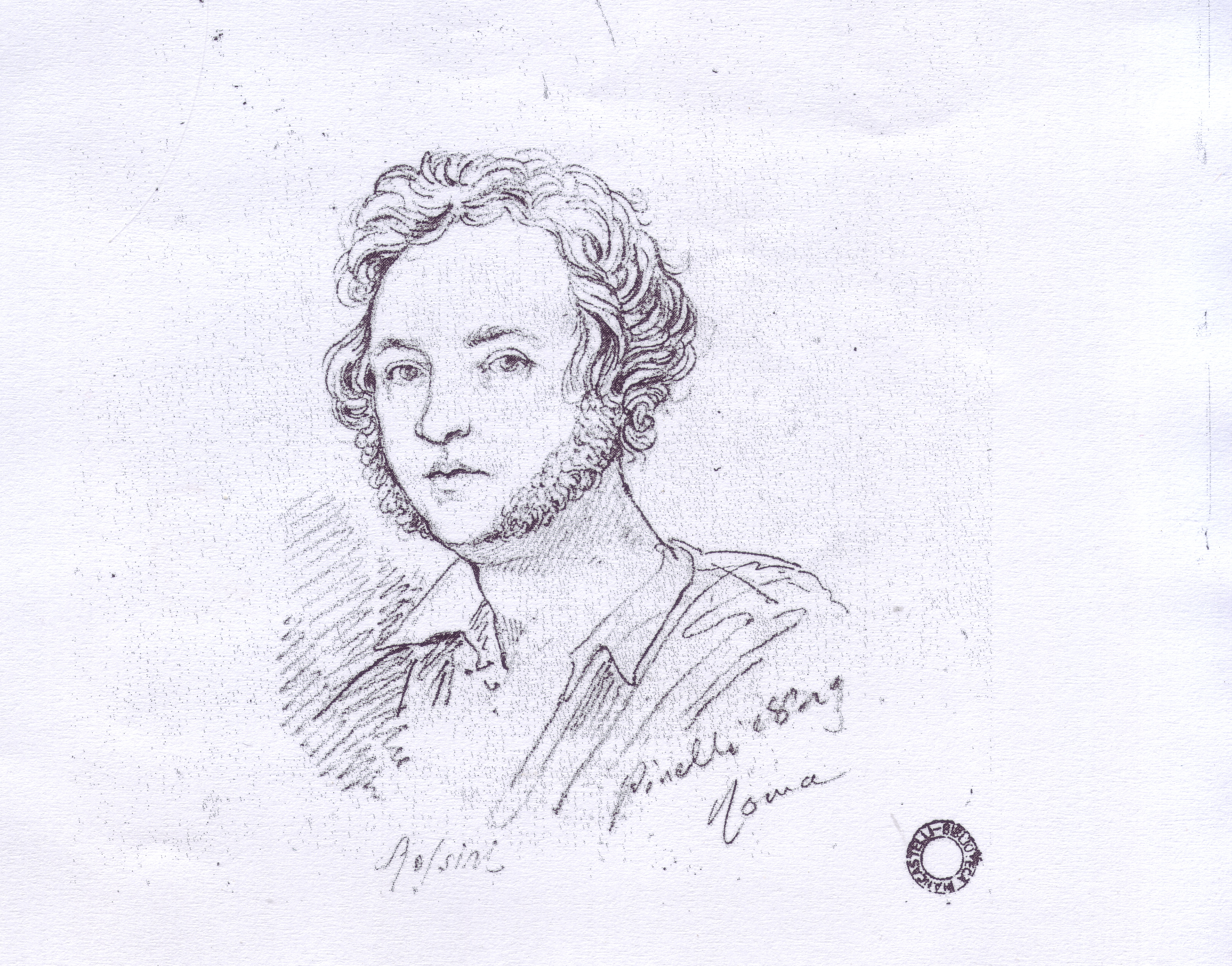
Rossini a 32 anni, disegno di Bartolomeo Pinelli

Così nel 1813 anche Rossini partecipò al gran concorso di Alunnato in Roma istituito dal governo napoleonico, risultandone vincitore a pieni voti per la sezione Architettura e per ciò titolare di una borsa di studio triennale e di una residenza al Palazzo di Venezia dal 1º gennaio 1814.  Si avviò dunque a Roma con il suo amico e collega Adamo Tadolini, ma la caduta di Napoleone nella primavera di quello stesso anno e il ripristino del potere temporale comportarono fra l'altro la decadenza pressoché immediata delle borse di studio decretate dall'amministrazione francese, e lo gettarono in nuove gravi difficoltà economiche. Le affrontò vendendo una piccola proprietà che aveva ereditato dal padre in Ravenna, e - intanto - aggiudicandosi nel 1816 il premio annuale istituito da Antonio Canova presso l'Accademia di S. Luca, con tre progetti esaminati da Giuseppe Camporese e Raffaele Stern. E Canova, che era stato eletto principe dell'Accademia nel 1811 con voto unanime ed eccezionalmente palese, che era riuscito ad essere contemporaneamente gradito ai francesi e affidabile per il papa, e al quale era stata attribuita nel 1814 la carica (che egli volle esclusivamente onorifica) di "principe perpetuo" dell'Accademia - fu l'iniziale nume tutelare di Rossini a Roma, aiutandolo ad ottenere lavori e affidandogli egli stesso la commessa dei disegni della chiesa di Possagno.
Nel 1817 la borsa sarebbe comunque scaduta; bisognava dunque trovare una casa, e delle commesse. Quanto alla casa, Rossini si sistemò vicino al Quirinale, in via della Consulta. Quanto al lavoro, non gli ci volle molto per capire che entrare nel giro degli architetti a Roma, per un provinciale poco capace di ossequio, dotato di scarsi mezzi e non proveniente da una famiglia di architetti, era impresa ardua e con poche speranze di successo. Grande ammiratore di Piranesi, e probabilmente consapevole del fatto che l'illustrazione dei monumenti romani aveva un vasto mercato, sostenuto in questa scelta anche da Vincenzo Camuccini di cui era diventato amico, utilizzò in questa direzione le sue competenze da architetto, volgendosi al mestiere di incisore. Inizialmente faticò a trovare il proprio stile e il proprio segno, ma ci riuscì, in tre mesi di tentativi e di studio senza requie.
Pubblicò così nel 1817 ("senza maestro", dice il suo biografo) la sua prima raccolta di 40 e poi 50 incisioni all'acquaforte. Il lavoro ebbe successo, anche per la positiva recensione che Giuseppe Tambroni ne fece sul "Giornale Arcadico" da lui stesso fondato, apprezzandone particolarmente l'utilità per gli architetti. Rossini passò allora ad un lavoro di maggior respiro, e furono le Antichità romane in cento e una veduta. Il successo e la notorietà erano ormai assicurati.

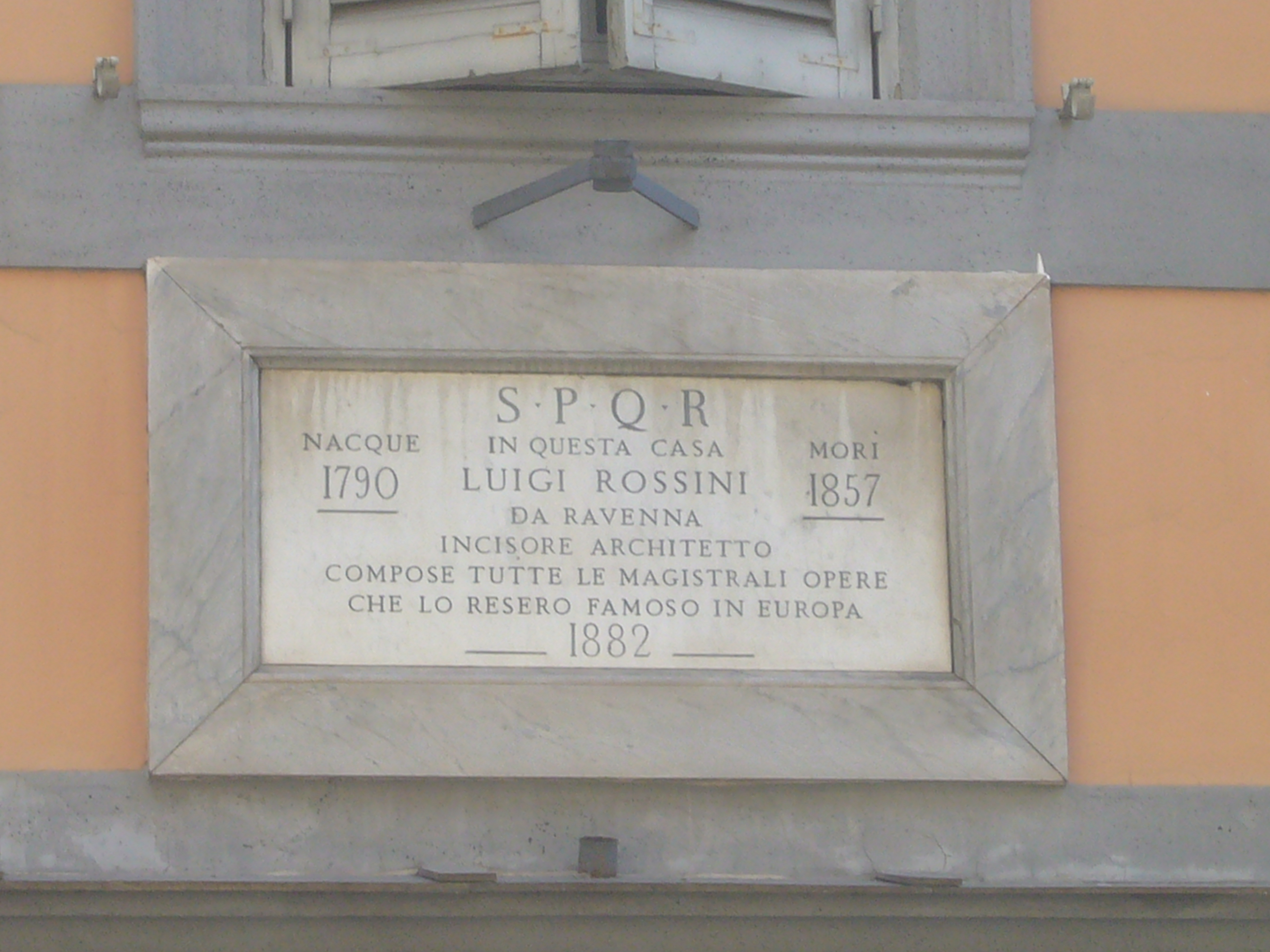
Lapide in via Sistina, a memoria della casa di Rossini. Negli stessi anni, dal 1838 a 1842, Gogol' abitò due portoni più su, al civico 126.

La complessione fisica del Rossini, tuttavia, era sì capace di grandi sforzi, ma anche soggetta a grande stress da fatica. Sicché, com'era accaduto dopo il concorso per l'ammissione all'Accademia, conclusa l'opera delle vedute (alle quali, come dice egli stesso, aveva lavorato indefessamente, al ritmo di 3 disegni e 3 rami al mese) il Rossini cadde malato gravemente e a lungo. Quando guarì si accorse che le due serve lo avevano derubato di tutto (tranne i denari, che aveva nascosto efficacemente); questo episodio - e la consapevolezza di essere ormai un artista affermato - nel 1822 lo convinsero a comprar casa non lontano da dove già stava (in via Felice) e a prendere in moglie una figlia dello speziale di Genzano, Francesca Mazzoni, dalla quale ebbe poi sei figli, quattro maschi e due femmine.
Ma la vita di Rossini non si concluse più serenamente di come era cominciata: arrivato a sessantun'anni, quando finalmente "parevagli di essere in bella prosperità temporale", attorniato da una buona moglie e bei figli, artista apprezzato e benestante, le ferite riportate il 13 novembre 1851 in un banale incidente di carrozza gli condussero a morte il primogenito Alessandro, amatissimo e di belle speranze, a 28 anni "dotto nelle scienze matematiche, stimato de' più valenti architetti fra' giovani di Roma, fatto ispettore dei monumenti antichi ed affidatogli dalla deputazione delle arti belle il restauro del Colosseo". Questa catastrofe minò definitivamente la sua salute, costringendolo paralizzato e sofferentissimo a letto per cinque anni fino alla morte, avvenuta il 22 aprile 1857.
Fu sepolto nella chiesa della Concezione dei Cappuccini, la sua chiesa parrocchiale, sotto un epitaffio dettato dal suo amico Salvatore Betti che recitava «Hic situs est / Aloisius Rossinius / Domo Ravenna / Architectus et sculptor linearis / aere caelando / Qui vixit ann. LXVI mens. IV / Obiit X kal. majas ann. MDCCCLVI».

## Opere e carriera
La collaborazione tra Rossini e Bartolomeo Pinelli cominciò già nel 1817, dai primissimi lavori d'incisione del romagnolo: Rossini disegnava da architetto, descriveva da architetto e annotava da antiquario i monumenti raffigurati: le figurine pinelliane animavano la solennità antiquaria delle vedute, e le rendevano più gradite anche agli acquirenti non esperti, in particolare stranieri.
L'espansione dell'attività di Rossini fu favorita anche del fatto che la bottega e i rami di Piranesi erano stati trasferiti dal figlio Francesco nel 1799 a Parigi; dopo complicate vicissitudini, i 2022 rami piranesiani tornarono a Roma, alla Calcografia camerale, solo nel 1839, quando ormai egli aveva conquistato il proprio spazio nel mercato romano delle incisioni antiquarie. Per ragioni cronologiche si trovò ad essere l'ultimo grande illustratore delle meraviglie di Roma, epigono del Piranesi nella scia dei Dupérac, dei Falda, dei Vasi: dopo di lui comincia l'era della fotografia.
Partito come autodidatta, Rossini ebbe, oltre che un buon successo di pubblico e di critica (le sue tavole (oltre 600)  "per la novità e bellezza loro erano cerche dai ricchi e dai dotti, massime stranieri"), un'onorevole carriera accademica: fu professore di architettura all'Accademia di san Luca, iscritto alla reale Accademia Albertina di Torino, all'Accademia di belle arti di Ravenna e alla Pontificia Accademia Romana di Archeologia.
Il suo pronipote Angelo Rossini (1871-1939) è stato incisore e pittore.
Matrici, stampe e disegni del "Fondo Rossini" sono oggi depositati all'Istituto Nazionale per la Grafica, nel cui sito sono in gran parte accessibili. A questa fonte si fa riferimento di seguito.
- http://calcografica.ing.beniculturali.it/index.php?page=default&id=6&lang=it&item_id=111809&schemaType=MI&schemaVersion=2.00[collegamento interrotto]  (1819-1823), opera in due volumi per un totale di 101 tavole; in collaborazione con Bartolomeo Pinelli, con il quale collaborà fino alla sua morte nel 1835, per "animare" le vedute architettoniche e archeologiche con figurine di popolani.
- http://calcografica.ing.beniculturali.it/index.php?page=default&id=6&lang=it&item_id=111810&schemaType=MI&schemaVersion=2.00[collegamento interrotto] (1826) - 73 incisioni
- http://calcografica.ing.beniculturali.it/index.php?page=default&id=6&lang=it&item_id=124898&schemaType=ADL&schemaVersion=2.00[collegamento interrotto] - 33 incisioni
- http://calcografica.ing.beniculturali.it/index.php?page=default&id=6&lang=it&item_id=124902&schemaType=ADL&schemaVersion=2.00[collegamento interrotto] - 36 incisioni
- http://calcografica.ing.beniculturali.it/index.php?page=default&id=6&lang=it&item_id=111813&schemaType=MI&schemaVersion=2.00[collegamento interrotto] - 74 incisioni
- Gli archi trionfali, onorarii e funebri degli antichi romani sparsi per tutta Italia Archiviato il 4 marzo 2016 in Internet Archive. - 75 incisioni (editore Giovanni Scudellari)
- http://calcografica.ing.beniculturali.it/index.php?page=default&id=6&lang=it&item_id=111816&schemaType=MI&schemaVersion=2.00[collegamento interrotto] (dedicato a Salvatore Betti) (1839) - 81 incisioni
- http://calcografica.ing.beniculturali.it/index.php?page=default&id=6&lang=it&item_id=111817&schemaType=MI&schemaVersion=2.00[collegamento interrotto] - 18 incisioni
- http://calcografica.ing.beniculturali.it/index.php?page=default&id=6&lang=it&item_id=111818&schemaType=MI&schemaVersion=2.00[collegamento interrotto] (1850) - 20 incisioni
- http://calcografica.ing.beniculturali.it/index.php?page=default&id=6&lang=it&item_id=111819&schemaType=MI&schemaVersion=2.00[collegamento interrotto] (incompiuto) - 43 incisioni